# Хааберсти
Ха́аберсти (эст. Haabersti) — район города Таллина, столицы Эстонии.

## География и микрорайоны
Расположен в западной части Таллина. Граничит с районом Мустамяэ на юге и с районом Пыхья-Таллинн на востоке.
Включает в себя 12 микрорайонов:
1. Астангу,
2. Хааберсти,
3. Какумяэ,
4. Мустйыэ,
5. Мяэкюла,
6. Пикалийва,
7. Рокка-аль-Маре,
8. Тискре,
9. Вескиметса,
10. Висмейстри,
11. Вяйке-Ыйсмяэ ,
12. Ыйсмяэ[3].

В черте района расположено озеро Харку, а также обширные прибрежные районы заливов Какумяэ и Копли, являющихся частями Финского залива Балтийского моря.
Основные улицы района: Палдиское шоссе, Раннамыйза, Эхитаяте, Ыйсмяэ.
Благоприятные природные предпосылки и то, что большая часть территории ещё не застроена, позволило запланировать здесь районы новой индивидуальной застройки. Благодаря активному строительству жилых домов численность населения растёт.

## Символика
Герб: на зелёном щите серебряный круг и серебряный волнистый оголовок с тремя зелёными гребнями волны.

Флаг: на прямоугольном зелёном полотнище белый круг и белая волнистая часть у древка. Соотношение ширины и длины флага 7:9, нормальный размер 105×135 см.

## Управление
Управу района (части города) Хааберсти (эст. Haabersti Linnaosa Valitsus) возглавляет старейшина части города (эст. linnaosavanem). Старейшина Хааберсти назначается Таллинской городской управой по представлению мэра города после консультаций с административным советом части города Хааберсти (эст. Haabersti linnaosa Halduskogu). Функция административного совета Хааберсти — подготовка рекомендаций Таллинской городской управе и постоянным комиссиям Городского собрания по поводу решения муниципальных проблем и выработки плана действий.

## История
Район получил своё название по названию городской мызы Хааберсти, упомянутой в письменном источнике 1688 года как Godzet Habers. В 1920 годах на землях мызы возникло одноимённое поселение, позже ставшее деревней, которая в 1946 году была объединена с Таллином.
В советское время бо́льшая часть современного района Хааберсти входила в состав Калининского района Таллина, именовавшегося прежде Коплиским (по названию таллинского района Копли). В ходе реформы местного самоуправления 4 марта 1993 года Калининский район был разделён между образованными на его месте частями города Хааберсти и Пыхья-Таллинн. 

Вид на район Хааберсти с дрона, май 2019 года

## Население
| Численность населения района Хааберсти на 1 января по данным Регистра народонаселения Министерства внутренних дел Эстонии | Численность населения района Хааберсти на 1 января по данным Регистра народонаселения Министерства внутренних дел Эстонии | Численность населения района Хааберсти на 1 января по данным Регистра народонаселения Министерства внутренних дел Эстонии | Численность населения района Хааберсти на 1 января по данным Регистра народонаселения Министерства внутренних дел Эстонии | Численность населения района Хааберсти на 1 января по данным Регистра народонаселения Министерства внутренних дел Эстонии | Численность населения района Хааберсти на 1 января по данным Регистра народонаселения Министерства внутренних дел Эстонии | Численность населения района Хааберсти на 1 января по данным Регистра народонаселения Министерства внутренних дел Эстонии | Численность населения района Хааберсти на 1 января по данным Регистра народонаселения Министерства внутренних дел Эстонии | Численность населения района Хааберсти на 1 января по данным Регистра народонаселения Министерства внутренних дел Эстонии | Численность населения района Хааберсти на 1 января по данным Регистра народонаселения Министерства внутренних дел Эстонии | Численность населения района Хааберсти на 1 января по данным Регистра народонаселения Министерства внутренних дел Эстонии |
| 2004 | 2005 | 2006 | 2007 | 2008 | 2009 | 2010 | 2011 | 2012 | 2013 | 2014 |
| --- | --- | --- | --- | --- | --- | --- | --- | --- | --- | --- |
| 37 187 | ↗38 267 | ↗38 968 | ↘38 956 | ↗39 587 | ↗40 454 | ↗41 051 | ↗41 549 | ↗42 294 | ↗42 839 | ↗43 571 |
| 2015 | 2016 | 2017 | 2018 | 2019 | 2020 | 2021 | 2022 | 2023 | 2024 | 2025 |
| ↗43 996 | ↗44 178 | ↗44 687 | ↗45 463 | ↗46 279 | ↗46 620 | ↗47 344 | ↗47 980 | ↗49 406 | ↗50 662 | ↗51 522 |

| Численность населения района Хааберсти на 1 января по данным Департамента статистики Эстонии** | Численность населения района Хааберсти на 1 января по данным Департамента статистики Эстонии** | Численность населения района Хааберсти на 1 января по данным Департамента статистики Эстонии** | Численность населения района Хааберсти на 1 января по данным Департамента статистики Эстонии** | Численность населения района Хааберсти на 1 января по данным Департамента статистики Эстонии** | Численность населения района Хааберсти на 1 января по данным Департамента статистики Эстонии** | Численность населения района Хааберсти на 1 января по данным Департамента статистики Эстонии** | Численность населения района Хааберсти на 1 января по данным Департамента статистики Эстонии** | Численность населения района Хааберсти на 1 января по данным Департамента статистики Эстонии** | Численность населения района Хааберсти на 1 января по данным Департамента статистики Эстонии** | Численность населения района Хааберсти на 1 января по данным Департамента статистики Эстонии** |
| 2015                                                                                           | 2016                                                                                           | 2017                                                                                           | 2018                                                                                           | 2019                                                                                           | 2020                                                                                           | 2021                                                                                           | 2022                                                                                           | 2023                                                                                           | 2024                                                                                           | 2025                                                                                           |
| ---------------------------------------------------------------------------------------------- | ---------------------------------------------------------------------------------------------- | ---------------------------------------------------------------------------------------------- | ---------------------------------------------------------------------------------------------- | ---------------------------------------------------------------------------------------------- | ---------------------------------------------------------------------------------------------- | ---------------------------------------------------------------------------------------------- | ---------------------------------------------------------------------------------------------- | ---------------------------------------------------------------------------------------------- | ---------------------------------------------------------------------------------------------- | ---------------------------------------------------------------------------------------------- |
| 42 844                                                                                         | ↗43 061                                                                                        | ↗43 604                                                                                        | ↗44 344                                                                                        | ↗45 206                                                                                        | ↗46 100                                                                                        | ↗46 749                                                                                        | →46 749                                                                                        | ↗48 884                                                                                        | ↗50 467                                                                                        | ↗51 014                                                                                        |

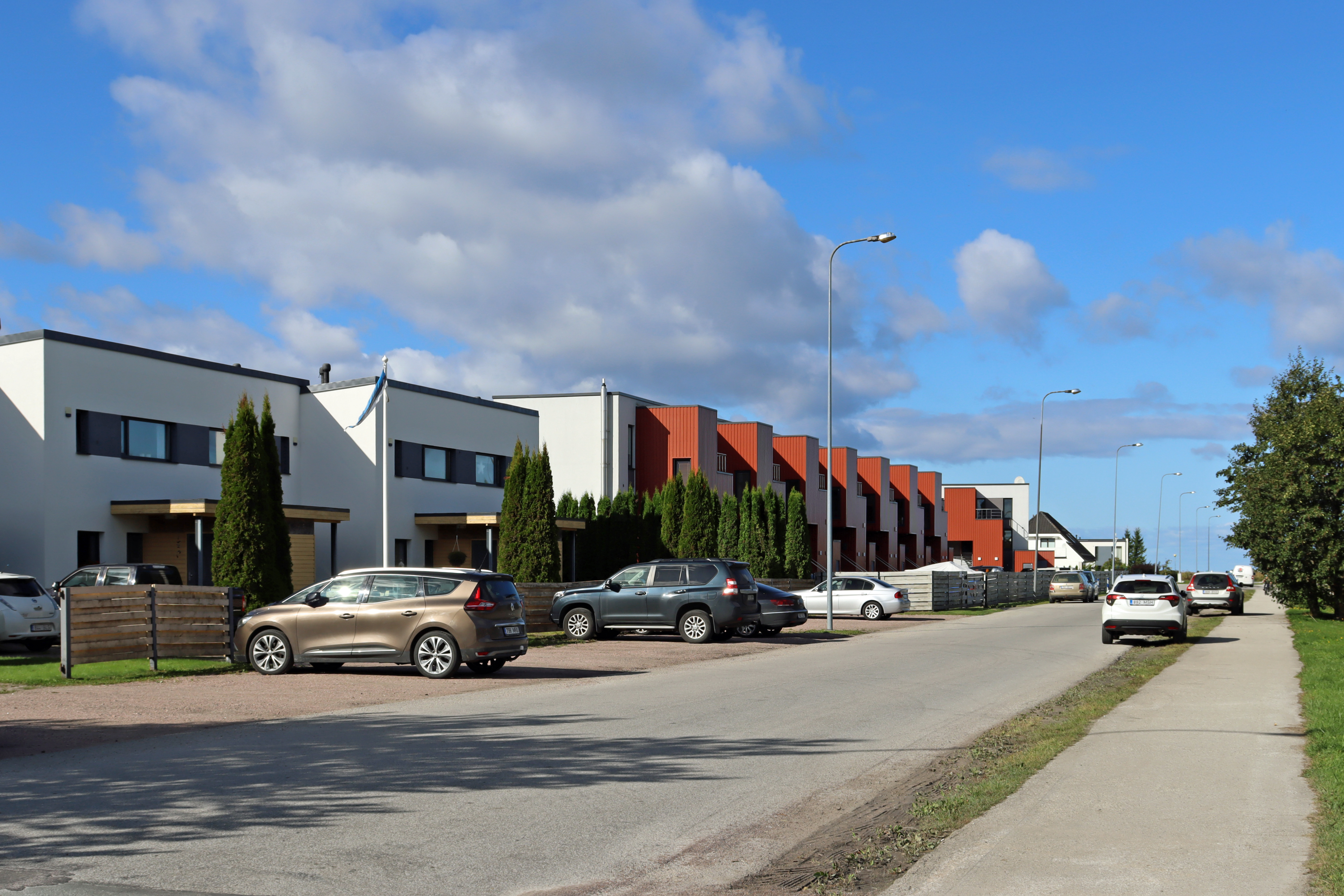
Рядные жилые дома в микрорайоне Тискре

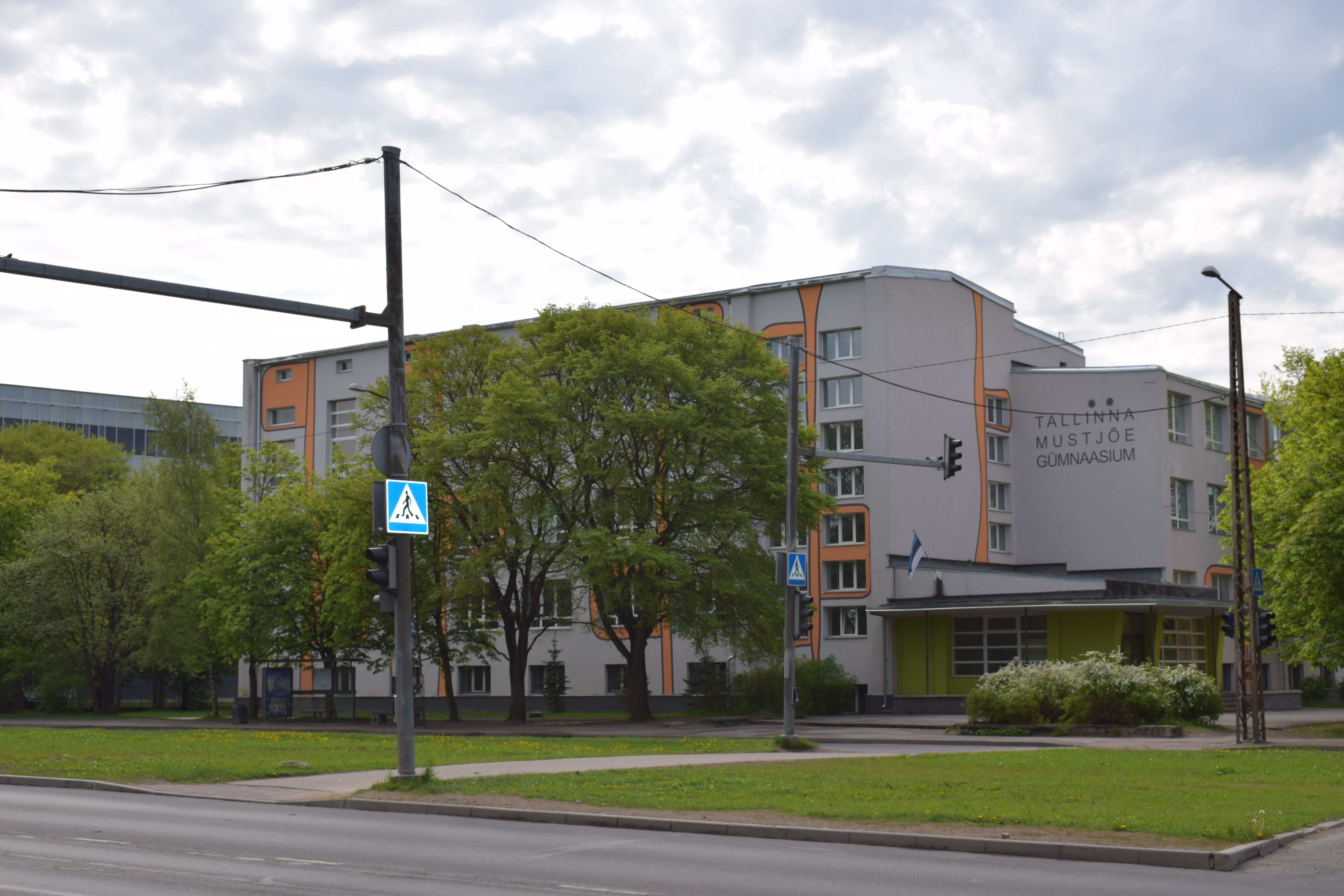
Гимназия Мустйыэ до реновации

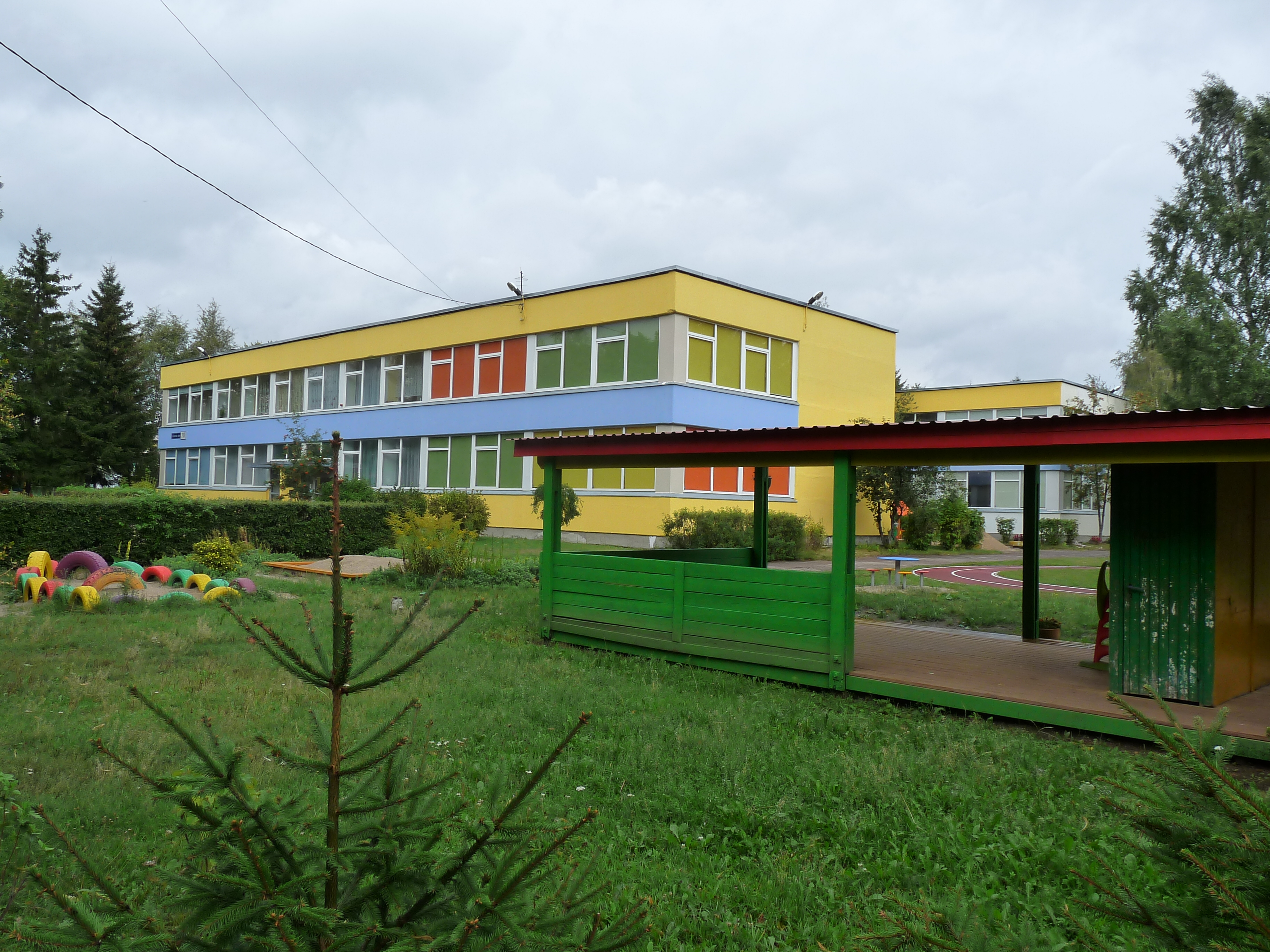
Детский сад «Рукилилле»

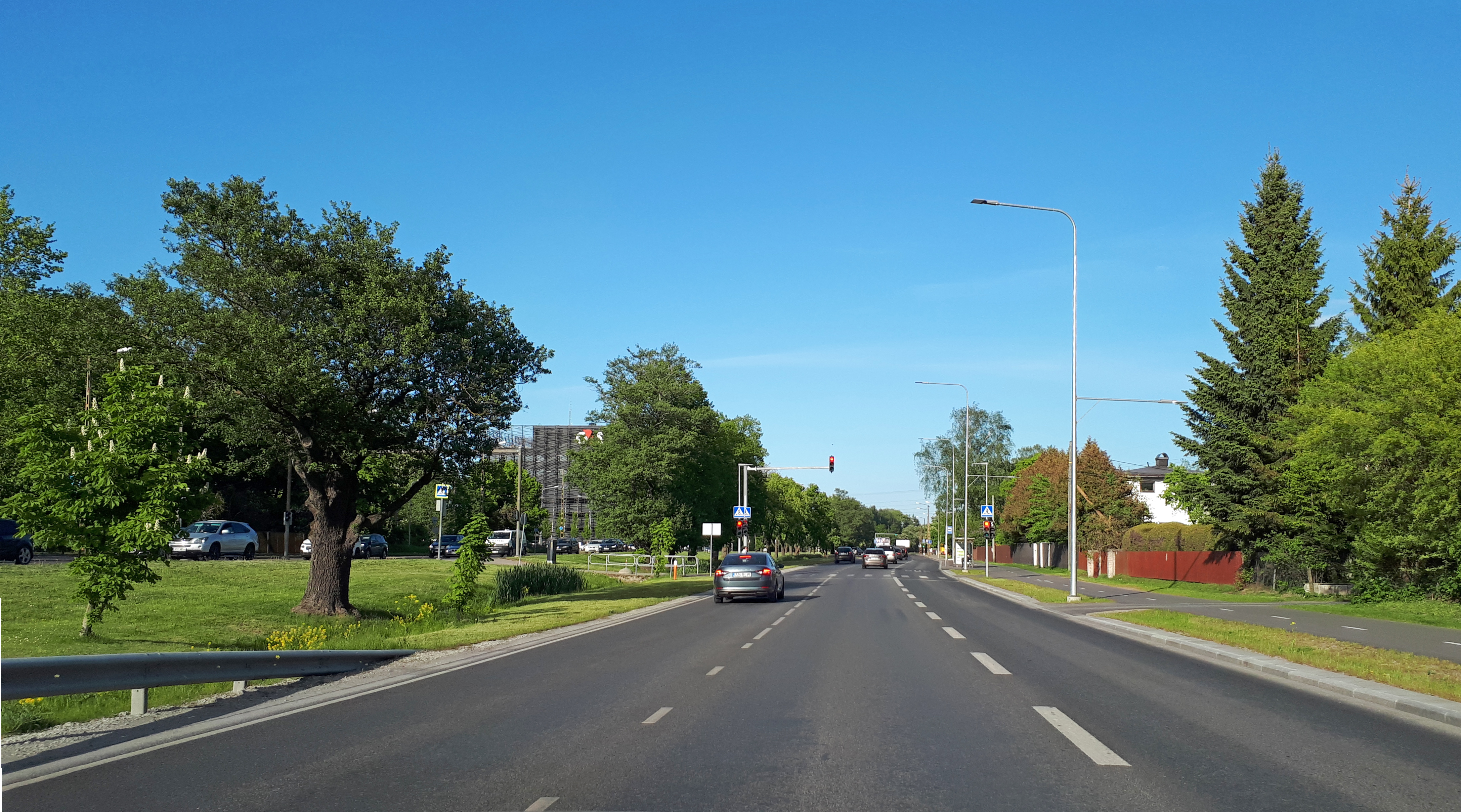
Палдиское шоссе в Хааберсти

** Данные Регистра народонаселения и Департамента статистики отличаются в связи с различиями в методиках расчёта.
Данные Регистра народонаселения о районе Хааберсти по состоянию на 1 января 2020 года:
- половая структура населения: женщины—  55 %, мужчины — 45 %;
- возрастная структура населения: дети в возрасте до 15 лет — 16,6 %, лица в возрасте 15–74 года — 73,9 %, лица в возрасте 75 лет и старше — 9,4 %;
- средний возраст жителей: 41,9 года;
- число жителей по микрорайонам:

| Микрорайон     | Чел.   |
| -------------- | ------ |
| Астангу        | 4377   |
| Вескиметса     | 20     |
| Висмейстри     | 1967   |
| Вяйке-Йысмяэ   | 26 596 |
| Йысмяэ         | 1226   |
| Какумяэ        | 2040   |
| Мустйыэ        | 3341   |
| Мяэкюла        | 2      |
| Пикалийва      | 4085   |
| Рокка-аль-Маре | 0      |
| Тискре         | 2058   |
| Хааберсти      | 908    |

Национальная структура населения района Хааберсти, %: 
| Национальность | 2008 год | 2020 год |
| -------------- | -------- | -------- |
| эстонцы        | 48,8     | 48,8     |
| русские        | 41,0     | 41,9     |
| украинцы       | 4,4      | 3,8      |
| белорусы       | 2,5      | 1,9      |
| финны          | 0,7      | 0,6      |
| евреи          | 0,5      | 0,4      |
| латыши         | ..       | 0,2      |
| татары         | 0,4      | 0,3      |
| прочие         | 1,7      | 2,1      |

## Объекты досуга
В Хааберсти расположены:
- старейший и крупнейший в Эстонии зоопарк;
- концертно-спортивный комплекс «Саку Суурхалль», где в 2002 году проходил финал конкурса Евровидение;
- Эстонский этнографический музей под открытым небом;
- круглогодичный каток с синтетическим покрытием площадью в 200 м² в микрорайоне Вяйке-Ыйсмяэ (действует с января 2009 года);
- пляж Какумяэ;
- пляж озера Харку в микрорайоне Вяйке-Ыйсмяэ.

## Галерея

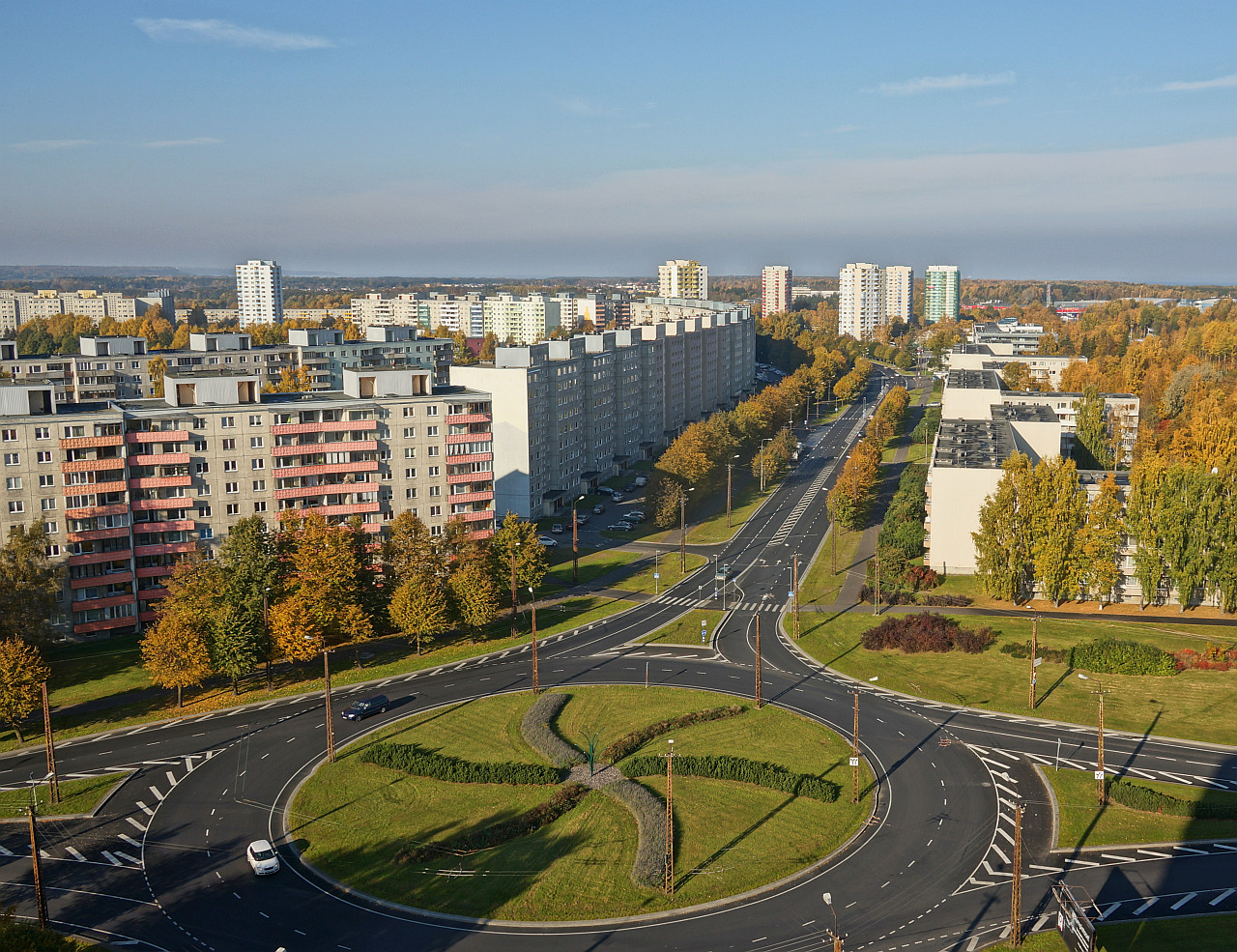
Круговой перекрёсток перед въездом в Вяйке-Ыйсмяэ с улицы Эхитаяте
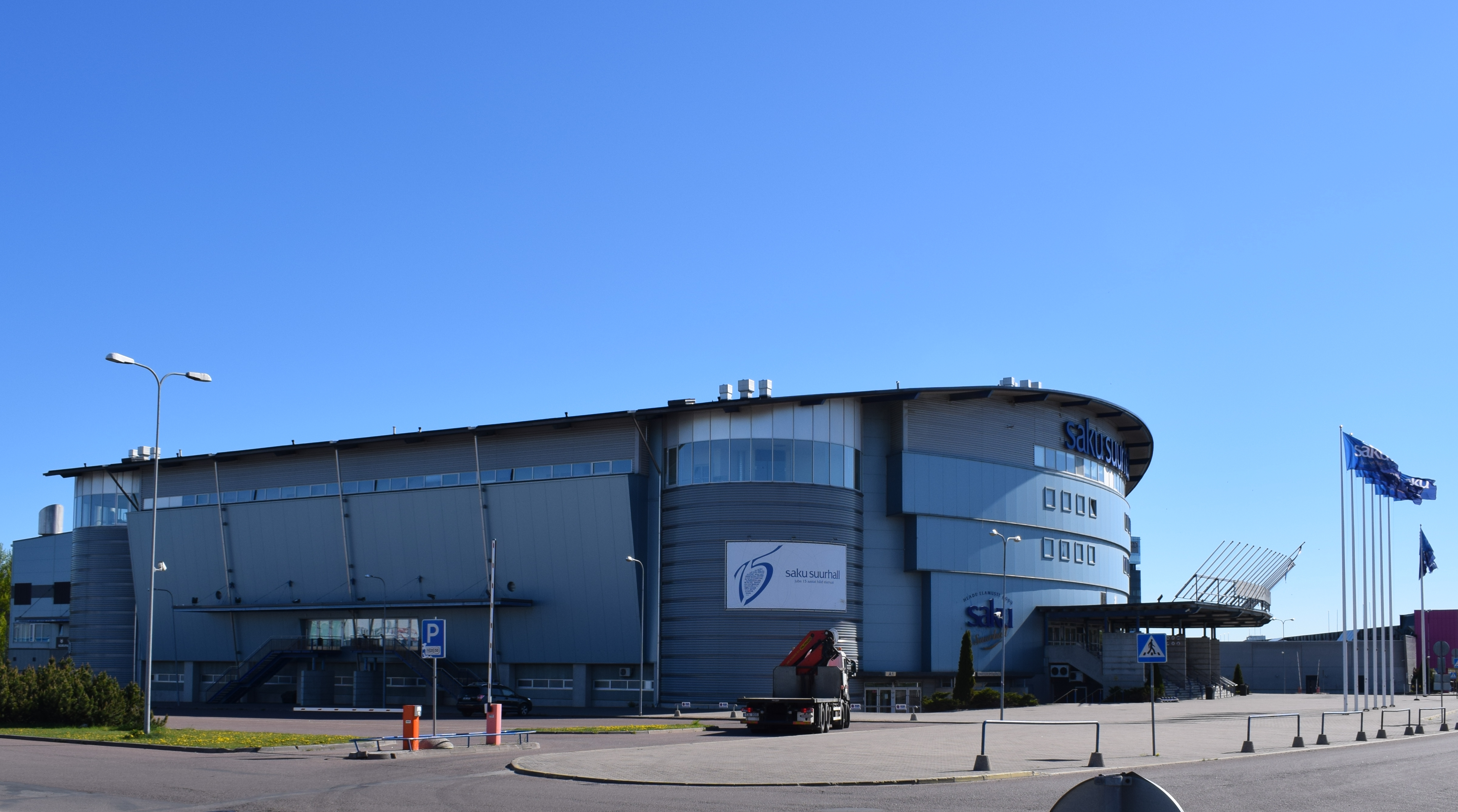
Концертно-спортивный комплекс «Саку Суурхалль»
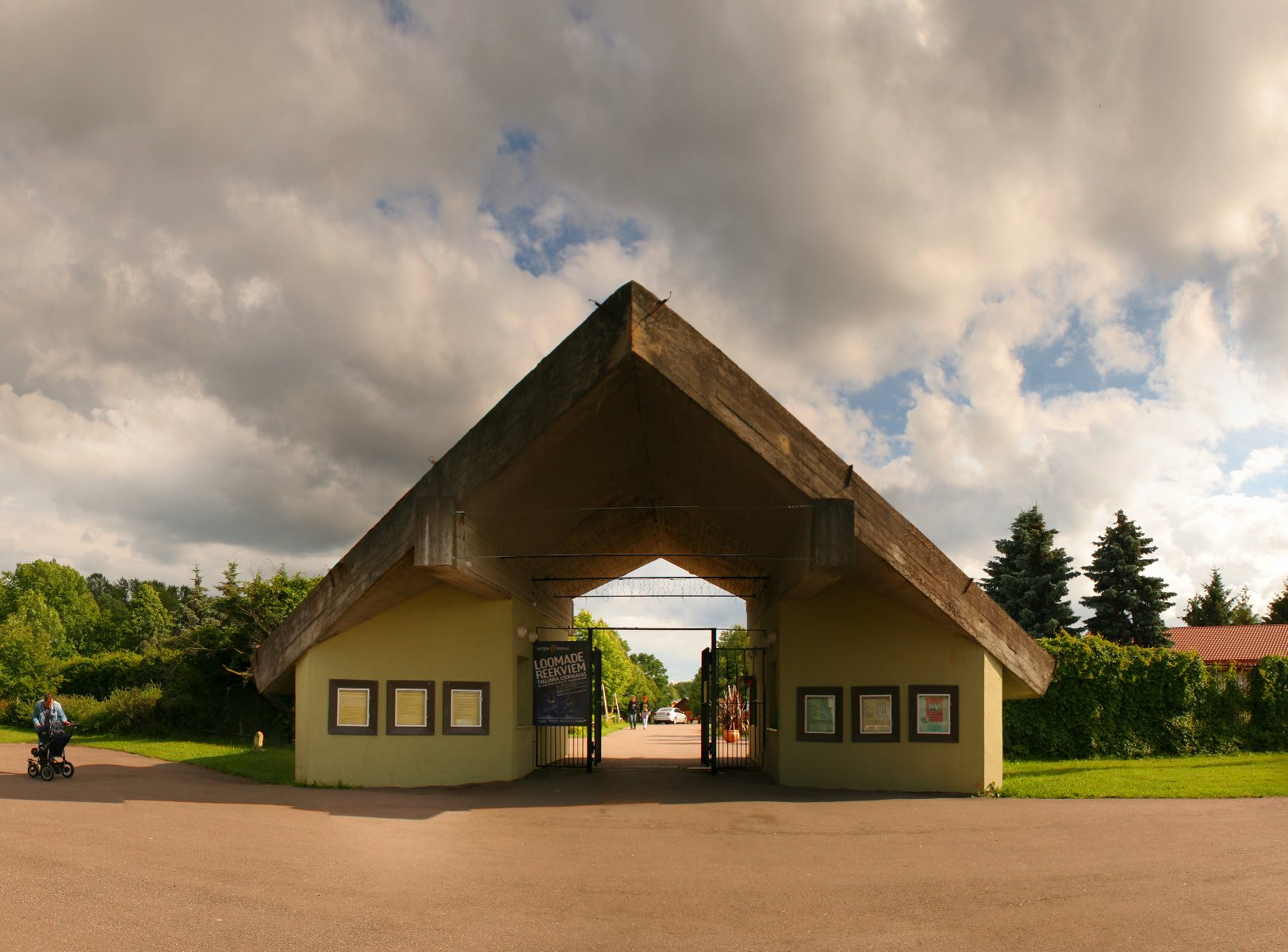
Центральный вход в Таллинский зоопарк
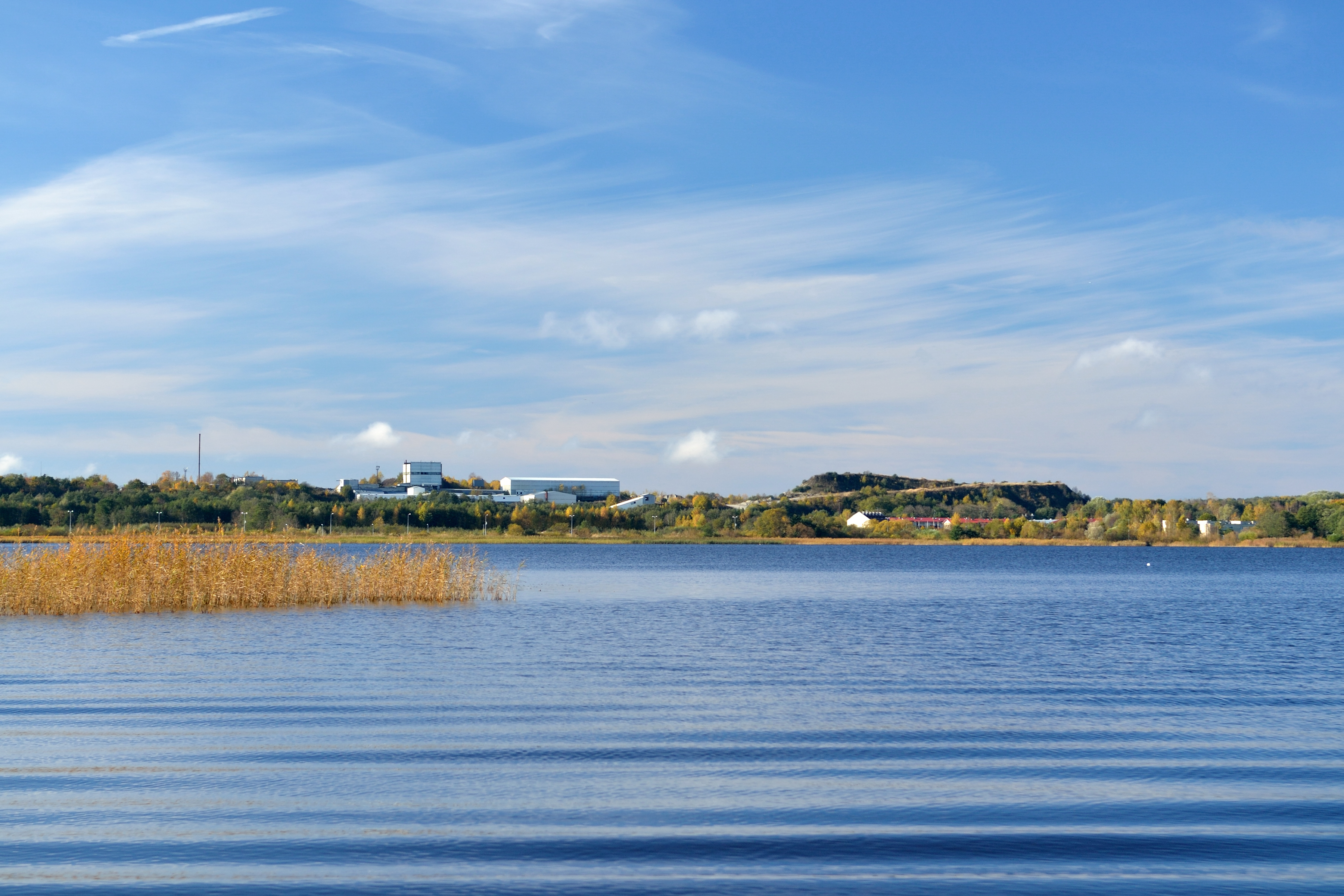
Озеро Харку